# Павлиш Вікторія Анатоліївна
Вікторія Анатоліївна Павлиш (нар. 15 січня 1969, Харків) — колишня українська спортсменка з легкоатлетики, яка спеціалізувалася у штовханні ядра.
Павлиш була позбавлена золотої медалі 1999 року IAAF World Indoor Championships після того, як вона пройшла позитивний тест на анаболічний стероїд (станозолол) на події в Маєбасі, Японія. Вона стверджувала, що, можливо, взяла ліки, щоб допомогти собі уникнути травм. За цей злочин вона отримала дворічну заборону.
Через п'ять років на Всесвітньому чемпіонаті IAAF 2004 року в Будапешті, Угорщина, знову здобула титул, але вдруге провалила тест на допінг з тієї ж причини. Її знову позбавили титулу і заборонили на все життя брати участь у змаганнях.
Павлиш славилась своєю м'язовою структурою нижньої частини тіла. Під час показу на державному телебаченні її розмір середнього стегна дорівнював 98 см і її литка 65   см.